# Озе, Яков Фридрихович
Я́ков Фри́дрихович О́зе (нем. Jakob Ohse, латыш. Jēkabs Osis; 9 (21) июля 1860, Кабильская волость, Гольдингенский уезд, Курляндская губерния, Российская империя — 24 марта 1919, Воронеж, РСФСР) — русский философ, ученик Густава Тейхмюллера, представитель Юрьевской философской школы, создатель доктрины «критического персонализма». Озе стоял у истоков создания Рижского и Воронежского университетов. В Латвии считается первым академически образованным латышским философом.

## Биография
Яков Озе, или Екабс Осис, родился в Курляндской губернии в семье латышского происхождения, обучался в Гольдингенской гимназии. В 1877 он поступил на богословский факультет Дерптского университета, где учился у Густава Тейхмюллера. В 1882 году, по окончании университета, получил степень кандидата богословия. В 1884—1888 годах Озе преподавал в Лифляндской дворянской гимназии в Феллине; в 1886 году сдал экзамен на степень кандидата философии, а в 1888 году получил степень магистра философии за сочинение «Исследование о понятии субстанции у Лейбница».
В 1889 году, после смерти Тейхмюллера, Озе был назначен профессором философии и педагогики в Дерптском университете. В 1897 году в Московском университете он был удостоен степени доктора философии за диссертацию «Персонализм и проективизм в метафизике Лотце». С 1893 года был деканом историко-филологического факультета в Юрьевском (бывшем Дерптском) университете, неоднократно избирался и. о. ректора; после Февральской революции 1917 года выступил с инициативой создания Латвийского университета. В 1918 году, в ходе эвакуации Юрьевского университета, вызванной событиями Первой мировой войны, вместе со своими учениками переехал в Воронеж, где и скончался от сыпного тифа в 1919 году.
Его усилиями были систематизированы и опубликованы последние, наиболее важные труды Г. Тейхмюллера. В своих собственных сочинениях вслед за Тейхмюллером предпринял попытку рассмотрения истории философии как истории понятий, а не истории философов и их систем.
По воспоминаниям Л. Л. Спасского, Озе начал преподавательскую деятельность на немецком языке; после русификации университета он имел возможность продолжить преподавание на немецком, однако сумел уже в зрелом возрасте овладеть русским языком и читал на нём лекции не хуже русских профессоров.

## Учение
По своим философским взглядам Озе был последователем Г. Тейхмюллера, а усвоенное от него учение называл критическим персонализмом. Взгляды Озе изложены главным образом в его сочинениях «Персонализм и проективизм в метафизике Лотце» и «Гносеология».
В основе философии Озе лежит противопоставление двух мировоззрений, которые он называет персонализмом и проективизмом. Персонализм есть такое мировоззрение, которое видит подлинную реальность в человеческом «я»; согласно этому учению, наше «я» есть субстанция, находящаяся во взаимодействии с другими субстанциями, а видимый мир есть лишь призрак, порождённый внутренней деятельностью нашего «я» и лишённый собственной сущности. Напротив, проективизм есть мировоззрение, приписывающее подлинную реальность тому миру представлений, который в действительности есть порождение нашего собственного «я». Некритическое мышление, проецируя наружу собственные представления, создаёт из них призрачный мир и рассматривает этот мир как нечто, существующее независимо от нас.
Согласно Озе, существуют три вида проективизма: наивный, идеалистический и физический; первый приписывает подлинную реальность нашим ощущениям, второй — идеям нашего ума, а третий — абстрактным понятиям естественных наук, таким, как вещество, пространство и движение. Первое мировоззрение известно под именем наивного реализма, второе — под именем объективного идеализма, а третье — под именем материализма.
Эти три мировоззрения представляют собой три стадии в развитии философских представлений. Как только наш ум подвергает сомнению истинность наивного реализма, он становится на путь критического мышления; следствием этого становится выработка критических мировоззрений, отнимающих реальность у чувственного мира и переносящих его обратно внутрь нашего «я». Однако первые шаги критической философии оказываются неудачными, так как они, вместо ощущений, проецируют во внешний мир другие деятельности нашего «я». Так возникают объективный идеализм и материализм, приписывающие независимое бытие продуктам теоретической деятельности нашего ума.
Только в учении персонализма наш ум преодолевает все виды проективизма и возвращает нашему «я» то, что является его собственным созданием. Но и первые учения философов-персоналистов, как видно на примере Лейбница и Лотце, ещё содержат в себе множество неустранённых элементов проективизма. Окончательное устранение этих элементов и создание последовательной системы персоналистической метафизики осуществлено в трудах Густава Тейхмюллера. Только в учении Тейхмюллера дано указание на самосознание нашего «я» как на источник всех наших понятий о бытии и чётко разъяснено происхождение наших представлений о внешнем мире.

## Сочинения
- «Zu Platons Charmides», Феллин, 1886;
- «Untersuchungen uber den Substanzbegriff bei Leibniz», Дерпт, 1888;
- «Персонализм и проективизм в метафизике Лотце» Архивная копия от 14 марта 2014 на Wayback Machine, Юрьев, 1896;
- «Гносеология», Юрьев, 1908;
- «Курс истории новой философии», Юрьев, 1909—10;
- «К вопросу постановки преподавания философской пропедевтики в средней школе», Юрьев, 1911.